# François Alfonsi
François Alfonsi (* 1953, Ajaccio, Korsika) je francouzský politik, bývalý poslanec Evropského parlamentu zvolený v roce 2009 za oblast jihovýchod Francie a starosta Osani.
Alfonsi je od 70. let 20. století korsický nacionalista a v roce 1987 byl zvolen do korsického shromáždění. Od roku 2002 je starostou Osani. V současnosti je členem strany Partitu di a Nazione Corsa (PNC).
V Evropských volbách v roce 2009, byl druhý na kandidátce volební kolaice Europe Écologie v oblasti jihovýchod Francie a byl zvolen do Evropského parlamentu. Stal se tak druhým korsickým nacionalistou, po Maxovi Simoniovi (Zelení, 1989-1994), který byl zvolen do Europarlamentu.